# Anastassija Chartschenko
Anastassija Chartschenko (ukrainisch Анастасія Харченко, wiss. Transliteration Anastasija Charčenko, internationale englische Schreibweise Anastasia Kharchenko; * 12. Dezember 1989) ist eine ehemalige ukrainische Tennisspielerin.

## Karriere
Chartschenko  begann mit zehn Jahren das Tennisspielen und bevorzugt Sandplätze. Sie spielte hauptsächlich Turniere auf der ITF Women’s World Tennis Tour, wo sie drei Titel im Einzel und sechs im Doppel gewann.
Sie spielte ihr letztes Turnier im März 2017 in Antalya und wird seit August 2016 nicht mehr in den Weltranglisten geführt.

## Turniersiege

### Einzel
| Nr. | Datum            | Turnier    | Kategorie   | Belag     | Finalgegnerin      | Ergebnis      |
| --- | ---------------- | ---------- | ----------- | --------- | ------------------ | ------------- |
| 1.  | 24. Februar 2008 | Benin City | ITF $10.000 | Hartplatz | Karolina Nowak     | 6:2, 6:1      |
| 2.  | 2. März 2008     | Benin City | ITF $10.000 | Hartplatz | Davinia Lobbinger  | 6:3, 6:4      |
| 3.  | 6. Mai 2012      | Trujillo   | ITF $10.000 | Sand      | Patricia Ku Flores | 4:6, 6:2, 6:3 |

### Doppel
| Nr. | Datum              | Turnier             | Kategorie   | Belag     | Partnerin             | Finalgegnerinnen                      | Ergebnis         |
| --- | ------------------ | ------------------- | ----------- | --------- | --------------------- | ------------------------------------- | ---------------- |
| 1.  | 18. Februar 2012   | Scharm asch-Schaich | ITF $10.000 | Hartplatz | Indire Akiki          | Natela Dsalamidse Khristina Kazimova  | 6:3, 6:3         |
| 2.  | 15. September 2012 | Pereira             | ITF $10.000 | Sand      | Cecilia Costa Melgar  | Gabriela Coglitore Patricia Ku Flores | 6:1, 6:0         |
| 3.  | 3. August 2013     | Scharm asch-Schaich | ITF $10.000 | Hartplatz | Dianne Hollands       | Kim Kilsdonk Nicolette Van Uitert     | 3:6, 6:4, [10:8] |
| 4.  | 5. September 2014  | Quito               | ITF $10.000 | Sand      | Guadalupe Pérez Rojas | Sofia Blanco Ana Madcur               | 3:6, 6:4, [10:8] |
| 5.  | 18. Oktober 2014   | Scharm asch-Schaich | ITF $10.000 | Hartplatz | Diana Bogoliy         | Ola Abou Zekry Jekaterina Jaschina    | 6:3, 6:1         |
| 6.  | 16. Mai 2015       | Scharm asch-Schaich | ITF $10.000 | Hartplatz | Elena-Teodora Cadar   | Ola Abou Zekry Julia Terziyska        | 6:2, 6:3         |